# Peter Čvirik
Peter Čvirik (* 13. Juni 1979 in Levice) ist ein slowakischer ehemaliger Fußballspieler.

## Vereinskarriere
Čvirik spielte in der Jugend beim FK Levice. Sein erster Profiverein war FK Dukla Banská Bystrica. Mit dem MŠK Žilina gewann er in der Saison 2001/02 den slowakischen Meistertitel. Beim FK Púchov gewann er mit der Mannschaft 2003 den slowakischen Pokal. Mit dem Hauptstadtverein FC Artmedia Petržalka gewann er in der Saison 2007/08 sowohl die slowakische Meisterschaft als auch den slowakischen Pokal.
Seine erste Auslandsstation war Lechia Gdańsk, wo er eine Saison spielte. Beim rumänischen Verein Universitatea Cluj bekam er 2010 einen Zwei-Jahres-Vertrag, spielte dort aber nur sechs Monate.
Im Juli 2011 wechselte er zum FC Spartak Trnava, wo er schon in der Saison 2005/06 spielte; er bekam einen Vertrag für sechs Monate. Nach weiteren Wechseln beendete er 2015 seine aktive Karriere.

## Erfolge
- Slowakischer Meister: 2001/02, 2007/08
- Slowakischer Pokalsieger: 2003, 2008

## Privates
Er ist mit Lenka Čviriková-Hriadelová, Fernsehmoderatorin beim TV JOJ, verheiratet.